# Marilú Marini
Répertoire
Peines de cœur d'une chatte anglaise de Geneviève Serreau
La Femme assise d'Alfredo Arias et Copi
Le Frigo de Copi
 Les Bonnes de Jean Genet
Oh les beaux jours de Samuel Beckett
Madame de Sade de Yukio Mishima
Marilú Marini (María Lucía Marini), née le 15 juin 1945 à Buenos Aires , est une artiste argentine notamment active en France. Elle est à la fois actrice, chanteuse, danseuse, chorégraphe et metteur en scène. Elle a été l'égerie du théâtre d'Alfredo Arias.

## Biographie
Née de l’union d’une mère prussienne et d’un père italien, Marilú (prononcer « Marilou ») évolue déjà depuis longtemps dans le domaine artistique de Buenos Aires (danse et music-hall) jusqu’à ce qu’un beau jour de 1975 son compatriote Alfredo Arias lui demande de rejoindre son groupe théâtral TSE à Paris. 
Elle devient alors son égérie, passant indifféremment des drames de Kado Kostzer (Trio puis God Save the Queen en 1989) à la comédie la plus déjantée sans craindre d’endosser les rôles démesurés que peut lui confier son fantasque metteur en scène. Elle est remarquée dans les pièces sulfureuses de Copi (Les Escaliers du Sacré-Cœur en 1990 et Le Frigo en 1999) et surtout dans l’adaptation théâtrale de ses bandes dessinées, La Femme assise, rôle qui vaudra à Marilú Marini le Prix de la meilleure actrice de l’année 1984 (spectacle repris en 1986 et 1999). On la verra toujours et encore dans les pièces montées par Arias : en chatte dans Peines de cœur d'une chatte anglaise (1977), en guenon dans Le Jeu de l'amour et du hasard (1987), en monstrueux Caliban dans La Tempête de William Shakespeare (1986), en fée dans L'Oiseau bleu de Maurice Maeterlinck (1988) et en excentrique ou fofolle dans les musicaux Famille d’artistes (1989), Mortadella (1992) et Faust Argentin (1995).
Elle s’échappe parfois du monde fantasmagorique d’Arias pour s’essayer dans un registre dramatique comme celui de Christian Siméon (La Priapée des écrevisses ou L’Affaire Steinheil, mise en scène de Jean-Michel Ribes, 2002) ou celui de Samuel Beckett en interprétant la Winnie de Oh les beaux jours (mis en scène par Arthur Nauzyciel, 2003).
Elle retrouve Arias comme partenaire et metteur en scène pour jouer Les Bonnes de Jean Genet (2001) et Le Palais de la reine de Chantal Thomas (2005).
Parallèlement à son activité théâtrale, Marilú se risque au cinéma pour contribuer, la plupart du temps, aux premiers essais d’auteurs débutants (Catherine Binet, Virginie Thévenet, Olivier Py, Catherine Corsini, Claire Denis).

## Spectacles
En Argentine
- 1968 : Ubu enchaîné d’Alfred Jarry, mise en scène de Roberto Villanueva, Instituto Di Tella (Buenos Aires) : la mère Ubu
- 1973 : Madame Marguerite de Roberto Athayde : Madame Marguerite
- 2012 : Las Criadas (Les Bonnes) de Jean Genet, mise en scène Ciro Zorzoli, Teatro Presidente Alvear (es) (Buenos Aires)
- 2013-2014 : 33 Variations de Moisés Kaufman, mise en scène Helena Tritek, Teatro Metropolitan (es) (Buenos Aires)

En France
- 1975 : Vingt-quatre heures, mise en scène Alfredo Arias, Théâtre national de Chaillot
- 1976 : Vingt-quatre heures, mise en scène Alfredo Arias, Théâtre national de Nice
- 1976 : Notes, d'Alfredo Arias, mise en scène de l'auteur, Théâtre Essaïon, Paris : Amanda
- 1976 : Vierge, de Juan Bautista Piñeiro, mise en scène Alfredo Arias, Théâtre Essaïon : Anna-Maria/Salomé
- 1977 : Peines de cœur d'une chatte anglaise de Geneviève Serreau d’après Honoré de Balzac, mise en scène Alfredo Arias, Paris : Beauty
- 1979 : L’Étoile du Nord de Geneviève Serreau, Alfredo Arias, mise en scène Alfredo Arias, Théâtre Montparnasse : Louise/Catherine Woolf

- 1980 : Les Deux Jumeaux vénitiens de Carlo Goldoni, mise en scène Alfredo Arias, Théâtre Gérard-Philipe
- 1982 : Trio de Kado Kostzer, mise en scène Alfredo Arias, Théâtre Moderne
- 1984 : La Femme assise d’Alfredo Arias d’après les bandes dessinées de Copi, Théâtre des Mathurins : la femme assise
- 1986 : La Vie de Clara Gazul de Danielle Vézolles et Alfredo Arias d’après Prosper Mérimée, mise en scène Alfredo Arias, Théâtre de la Commune : Clara Gazul
- 1986 : La Femme assise d’Alfredo Arias d’après les bandes dessinées de Copi, Théâtre de la Commune : la femme assise
- 1986 : La Tempête de William Shakespeare, mise en scène Alfredo Arias, Festival d'Avignon, Théâtre de la Commune : Caliban
- 1987 : Le Jeu de l'amour et du hasard de Marivaux, mise en scène Alfredo Arias, Théâtre de la Commune
- 1987 : Le Directeur de théâtre de Mozart, mise en scène Robert Fortune
- 1988 : Le Jeu de l'amour et du hasard de Marivaux, mise en scène Alfredo Arias, Théâtre des Célestins
- 1988 : L'Oiseau bleu de Maurice Maeterlinck, mise en scène Alfredo Arias, Théâtre de la Commune : la voisine / la fée / la Nuit / une Joie
- 1989 : God Save the Queen de Kado Kostzer, mise en scène Kado Kostzer, Théâtre de la Commune : Elisabeth
- 1989 : Famille d’artistes de Kado Kostzer et Alfredo Arias, mise en scène Alfredo Arias, Théâtre de la Commune : Marietta Finochietto

- 1990 : Les Escaliers du Sacré-Cœur de Copi, mise en scène Alfredo Arias, Théâtre de la Commune : Solitaire
- 1991 : Léo Katz et ses œuvres : La Nuit/L'Hiver, chapitre 1/Les Fresques de Léonard, de et mise en scène Louis-Charles Sirjacq, Festival d'Avignon
- 1992 : Armada de Didier Carette, mise en scène Simone Amouyal, théâtre Sorano (Toulouse)
- 1992 : Sand et les Romantiques, mise en scène Alfredo Arias, Théâtre du Châtelet : George Sand (en alternance avec Catherine Lara)
- 1993-1994 : Mortadella d’Alfredo Arias, mise en scène Alfredo Arias, théâtre de Nice, La Cigale : la grand-mère
- 1994 : Reviens à toi (encore) de Gregory Motton, mise en scène Éric Vigner, Théâtre national de Nice, Odéon-Théâtre de l'Europe : la femme sombre
- 1995 : Nini d’Alfredo Arias d’après les textes de Nini Marshall, mise en scène d’Alfredo Arias, Petit Montparnasse, Paris : Nini
- 1995 : Faust Argentin d’Alfredo Arias, mise en scène Alfredo Arias, La Cigale, Théâtre Mogador, Paris : Faust / la douairière / le policier / Miguelito / Divina Vinyl
- 1997-1998 : La Pluie de feu de Silvina Ocampo, traduction de Silvia Baron Supervielle, mise en scène Alfredo Arias, MC93 Bobigny, théâtre de Nice
- 1998 : Aimer sa mère, collectif (avec notamment des textes d’Olivier Py, Edmund White, Yasmina Reza et René de Ceccatty), mise en scène Alfredo Arias, MC93 Bobigny : les mères
- 1999 : Peines de cœur d’une chatte française, Marilú Marini, uniquement metteuse en scène avec Alfredo Arias, adaptation de René de Ceccatty d’après la nouvelle de Pierre-Jules Hetzel alias « P.-J. Stahl », MC93 Bobigny
- 1999 : Le Frigo et La Femme assise de Copi, mise en scène Alfredo Arias, Théâtre national de Chaillot, Paris : la mère / la psychiatre / le chien / la détective / Goliatha la majordome dans Le Frigo et la femme assise

- 2000 : Le Frigo et La Femme assise de Copi, mise en scène Alfredo Arias, tournée en province : la mère / la psychiatre / le chien / la détective / Goliatha la majordome dans Le Frigo et la femme assise
- 2001 : Les Bonnes de Jean Genet, mise en scène Alfredo Arias, Teatro Stabile, Gênes (Italie) et Théâtre de l'Athénée-Louis-Jouvet, Théâtre des Bouffes-Parisiens
- 2002 : La Priapée des écrevisses ou L’Affaire Steinheil de Christian Siméon, mise en scène Jean-Michel Ribes, Pépinière Opéra : Marguerite Steinheil
- 2002 : Le Complexe de Thénardier de José Pliya, mise en scène Jean-Michel Ribes, Théâtre du Rond-Point
- 2003 : Le Complexe de Thénardier de José Pliya, mise en scène Jean-Michel Ribes, Théâtre national de Nice
- 2003 : Oh les beaux jours de Samuel Beckett, mise en scène Arthur Nauzyciel, CDDB-Théâtre de Lorient, Buenos Aires, Odéon-Théâtre de l'Europe Ateliers Berthier : Winnie
- 2004 : Le Château de Cène de Bernard Noël, mise en scène Wissam Arbache, Centre dramatique national Orléans-Loiret-Centre
- 2005 : Oh les beaux jours de Samuel Beckett, mise en scène Arthur Nauzyciel, Théâtre des 13 vents : Winnie
- 2005 : Le Palais de la reine de Chantal Thomas, mise en scène Alfredo Arias, Théâtre du Rond-Point : Raymonde
- 2006 : Poeub de Serge Valletti, mise en scène Michel Didym, Théâtre des Célestins, Théâtre national de Nice, La Criée, Théâtre national de la Colline, Le Volcan, tournée
- 2006 : Probablement les Bahamas de Martin Crimp, mise en scène Louis-Do de Lencquesaing, Théâtre Ouvert
- 2007 : Le Palais de la reine de Chantal Thomas, mise en scène Alfredo Arias, Théâtre des Célestins
- 2007 : Divino Amore d’Alfredo Arias et René de Ceccatty, mise en scène Alfredo Arias, Théâtre du Rond-Point, tournée
- 2008 : Divino Amore d’Alfredo Arias et René de Ceccatty, mise en scène Alfredo Arias, CDDB-Théâtre de Lorient, Théâtre national de Nice, Théâtre national de Toulouse Midi-Pyrénées, La Criée, tournée
- 2008 : Madame de Sade de Yukio Mishima, adaptation française André Pieyre de Mandiargues, mise en scène Jacques Vincey, Centre dramatique régional de Thionville-Lorraine, Théâtre Vidy-Lausanne, Théâtre des Abbesses,Comédie de Reims, tournée en régions : Madame de Montreuil
- 2009 : Madame de Sade de Yukio Mishima, mise en scène Jacques Vincey, TNBA,Théâtre national de Strasbourg Théâtre national de Toulouse Midi-Pyrénées, tournée
- 2009 : Roberto Zucco de Bernard-Marie Koltès, lecture mise en espace Georges Lavaudant, Théâtre de la Ville

- 2010 : Madame de Sade de Yukio Mishima, mise en scène Jacques Vincey, TNP Villeurbanne, Le Quartz, tournée : Madame de Montreuil
- 2010 : Le Récit de la servante Zerline d'Hermann Broch, mise en scène Yves Beaunesne, tournée, Théâtre du Nord : Zerline
- 2011 : Le Récit de la servante Zerline d'Hermann Broch, mise en scène Yves Beaunesne, Théâtre national de Toulouse Midi-Pyrénées, Théâtre de l'Ouest parisien, La Criée, Théâtre de l'Athénée-Louis-Jouvet, Maison de la Culture de Bourges, Comédie de l'Est, tournée : Zerline
- 2011 : Les Bonnes de Jean Genet, mise en scène Jacques Vincey, Théâtre des 13 vents, TNP Villeurbanne, Nouveau théâtre d'Angers, tournée : Madame
- 2012 : Les Bonnes de Jean Genet, mise en scène Jacques Vincey, Théâtre de l'Athénée-Louis-Jouvet, Théâtre national de Toulouse Midi-Pyrénées, MC2, Théâtre de Bourg-en-Bresse, Le Quartz, tournée : Madame
- 2013 : Ça va ?, conception et mise en scène collective, Théâtre de Vidy-Lausanne
- 2013-2014 : Heat, adaptation par Pierre Maillet du film Heat de Paul Morrissey, mise en scène Pierre Maillet, Théâtre Le Maillon (Strasbourg), Comédie de Saint-Étienne
- 2015 : L'Oiseau vert de Carlo Gozzi, mise en scène Laurent Pelly, Théâtre de la Cité TNT, Scène nationale d'Albi, MC2 de Grenoble, Théâtre national de Bretagne, Printemps des comédiens, Théâtre de Caen : Tartagliona
- 2015-2018 : La Journée d'une rêveuse (et autres moments), adaptation par Pierre Maillet de la pièce La Journée d'une rêveuse et du roman inédit Rio de la Plata de Copi, mise en scène Pierre Maillet, Théâtre des Célestins, Comédie de Caen, Théâtre de la Cité TNT, Scène nationale 61, Théâtre du Rond-Point, Théâtre de Maubeuge, Comédie de Saint-Étienne, Le Parvis
- 2019 : Le Bonheur (n’est pas toujours drôle), adaptation par Pierre Maillet de scénarios de Rainer Werner Fassbinder, mise en scène Pierre Maillet, production du théâtre des Lucioles, création le 21 janvier à la Comédie de Caen, Comédie de Saint-Étienne

## Filmographie
- 1971 : Puntos suspensivos o esperando a los bárbaros d’Edgardo Cozarinsky
- 1977 : Les Apprentis Sorciers d’Edgardo Cozarinsky : l’inspectrice au magasin
- 1977 : Violanta de Daniel Schmid : Theresa
- 1978 : La Chanson de Roland de Frank Cassenti : la femme du seigneur
- 1978 : Flammes d’Adolfo Arrieta : la mère de Barbara
- 1978 : Molière d’Ariane Mnouchkine : la reine
- 1979 : Écoute voir de Hugo Santiago
- 1981 : Fifty-Fifty de Pascal Vidal
- 1982 : Les Jeux de la comtesse Dolingen de Gratz de Catherine Binet : la comtesse / la bonne
- 1984 : Signé Renart de Michel Soutter : Marie-Jo
- 1985 : Les Nanas d’Annick Lanoë : Mariana
- 1987 : Fuegos d’Alfredo Arias : La Polaca
- 1990 : Aventure de Catherine C. de Pierre Beuchot : Marguerite
- 1991 : Canti de Manuel Pradal
- 1992 : Sam suffit de Virginie Thévenet : Tatiana Gracchi
- 1993 : Lucille et le Photomaton, court métrage de Sébastien Nuzzo
- 1993 : Blanche Colombe, court métrage de Frédérique Gutman
- 1993 : Maigret, série télévisée, épisode Maigret et les caves du Majestic de Claude Goretta
- 1997 : El Impostor d’Alejandro Maci : Madame Heredia
- 1999 : Rien sur Robert de Pascal Bonitzer : Ana
- 2000 : Les Yeux fermés d’Olivier Py : la mère de Vincent
- 2001 : La Répétition de Catherine Corsini : Mathilde
- 2001 : Trouble Every Day de Claire Denis : Friessen
- 2002 : A+ Pollux de Luc Pagès : Marthe
- 2003 : La Petite Prairie aux bouleaux de Marceline Loridan-Ivens : Suzanne
- 2006 : Mientras tanto de Diego Lerman : Estela, la vétérinaire
- 2008 : Bouquet final de Michel Delgado : Carmen
- 2008 : Mentiras piadosas de Diego Sabanés : la maman
- 2008 : Musée haut, musée bas de Jean-Michel Ribes : Giovanna Perdelli
- 2010 : Las mujeres llegan tarde de Marcela Balza : Regina
- 2011 : La sublevación de Raphael Aguinaga
- 2012 : La Guayaba de Maximiliano González : Marilú
- 2013 : Solo de  Guillermo Rocamora
- 2014 : Aire libre d'Anahí Berneri : Sofia
- 2015 : El eslabón podrido de Valentín Javier Diment : Ercilia
- 2015 : Mayo en la avenida, court métrage de Diego Baridó
- 2015 : Como funcionan casi todas las cosas de Fernando Salem : Nelly

## Sur Marilù Marini
- Alfredo Arias[1] : « Pour certaines aventures, il n’y a pas d’autre actrice qui puisse faire ce qu’elle fait. »
- René de Ceccatty[2] : « Dans les pièces qu’Alfredo Arias a montées pour elle, Marilú Marini s’est présentée sous mille aspects : comédienne évaporée et charmeuse, artiste ratée et gouailleuse, monstre poilu, haineux, diabolique, ricanant et malheureux — l’inoubliable Caliban de La Tempête à Avignon — ou incarnation stupéfiante de la pourtant si abstraite Femme assise de Copi : elle inventait le réalisme corporel à partir de l’indication de quelques coups de crayons distraits. Son corps peut être voluptueux ou repoussant, animal ou féminin, lourd ou juvénile, sclérosé ou électrique, charnel ou évanescent, désarticulé ou aérien, pataud ou filiforme, un elfe ou une bête.
Marilú n’est pas possédée. Elle est maîtresse d’elle-même tout en feignant d’être possédée. Il y a un fantôme qui s’empare d’elle et qui l’habite. Ce n’est plus de l’ordre de la technique de comédien, ni même de la conscience d’user de son corps au service d’un texte ou d’un jeu. La comédienne disparaît derrière un écran d’images, de figures, de sons et de mouvements, qu’elle orchestre, mais en se faisant oublier. Elle devient, en quelque sorte, sa propre poupée et le manipulateur qui l’anime. »
- Olivier Schmitt[3] : « Il n’est que de se souvenir de La Femme assise, emblématique de son compagnonnage avec l’un des auteurs les plus considérables du demi-siècle, Copi, argentin lui aussi, l’ami auteur majuscule, dont Marilú Marini a su donner la poésie, la démesure et le génie.
Pourtant, au commencement de sa carrière, elle fut danseuse. Ce qui lui a valu un détour par New York où alors s’inventaient les formes les plus audacieuses. Elle a suivi là-bas les cours de Martha Graham et de Merce Cunningham avant de regagner Buenos Aires et d’y développer son goût pour la recherche chorégraphique. Tout, dans son port d’aujourd’hui, dit ces années de formation, la souplesse du corps, la rectitude de la posture, la précision du geste, en un mot sa grâce. Marilú Marini est belle simplement, de cette beauté qui s’offre en partage. […] Se promenant un après-midi dans les allées du zoo de Palermo, à Buenos Aires, Jorge Luis Borges se réjouissait qu’il en émane « une odeur de caramel et de tigre ». Comment dire mieux la douceur du visage de Marilú Marini et son instinct de fauve dès qu’elle est en scène ? »

## Distinctions

### Récompenses
- 1984 : prix de la meilleure comédienne du Syndicat de la critique pour son rôle de La Femme assise
- 2021 : Prix Konex de Brillant comme la figure mieux du Spectacle Argentin de la décade 2011-2021.

### Honneurs
- Officier des Arts et des Lettres